# Marmitte dei giganti

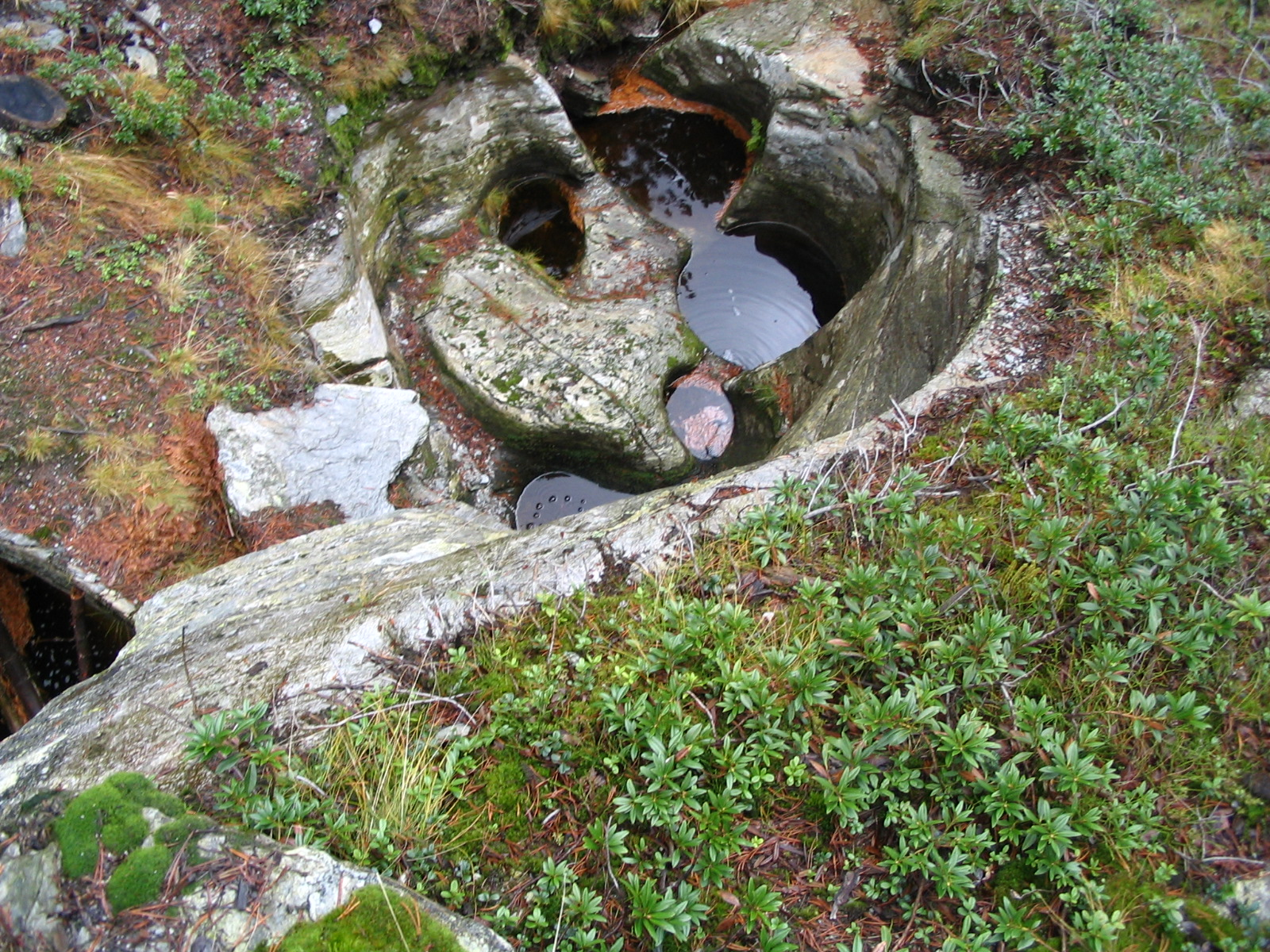
Marmitta dei giganti a Maloja.

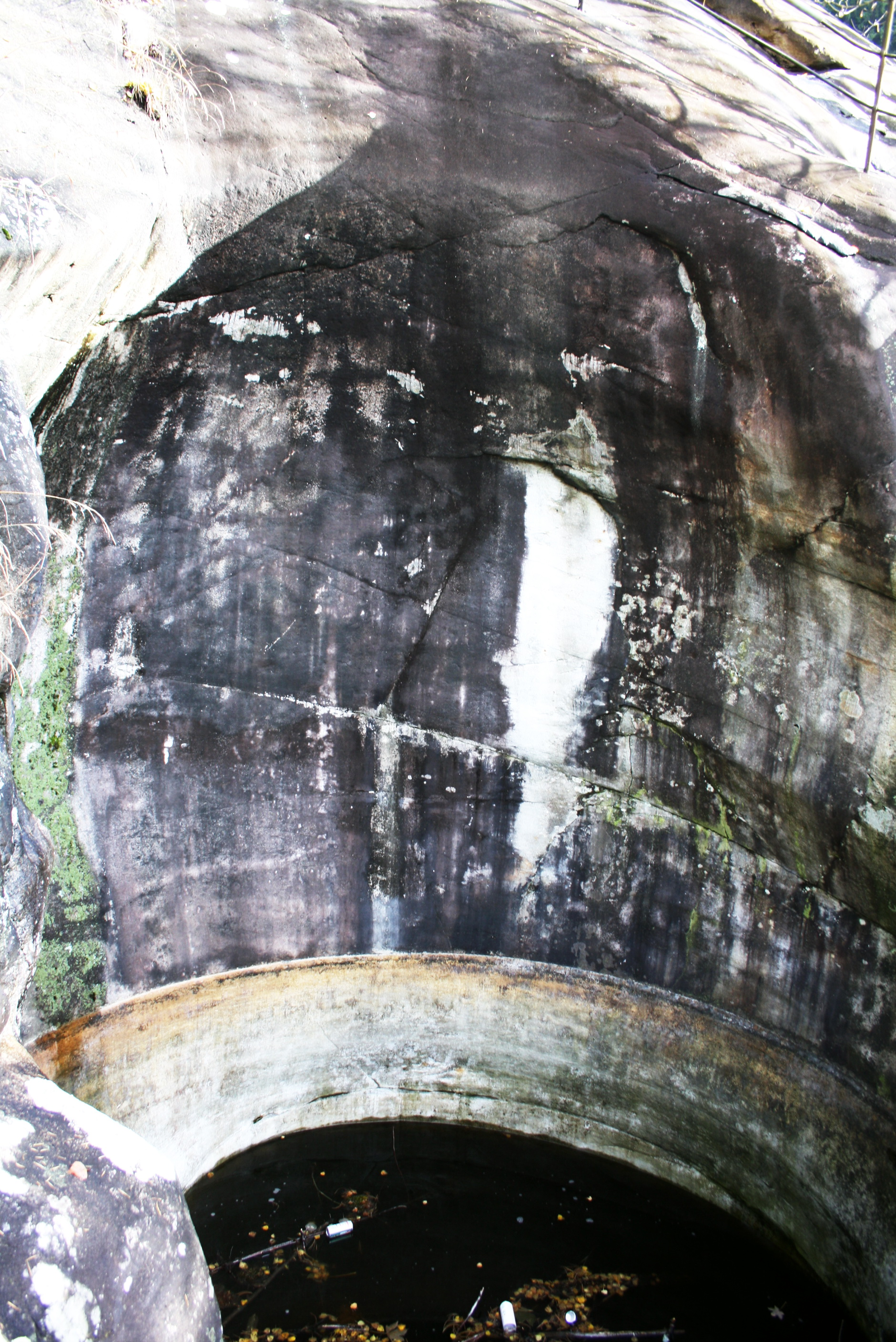
Marmitta dei giganti a Bad Gastein.

Le marmitte dei giganti (o marmitte del diavolo) sono profonde depressioni a forma di pozzo nelle rocce, che nascono dall'erosione fluviale nelle località che erano ricoperte da ghiacciai. 

## Creazione

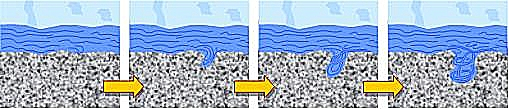
Schizzo schematico sulle origini di una marmitta dei giganti

Le marmitte dei giganti si formarono con le acque di scioglimento dei ghiacciai, che defluirono attraverso i crepacci e specialmente  i mulini glaciali. 
Queste acque di scioglimento si riunirono in correnti e formarono, in determinati luoghi, dei vortici. In questi vortici le acque fluenti raggiungevano anche i 200 km/h di velocità, esercitando nel contempo forti pressioni. Il lavoro di elevata erosione con lo scavo del letto nelle rocce provocò il trascinamento della risultante sabbia e di parti di ghiaia. La teoria, che i massi erratici trascinati dalle acque in movimento abbiano "fresato" dalle rocce le marmitte dei giganti come i mulini glaciali, risulta obsoleta. Principalmente si tratta di un punto di collisione di un mulino glaciale, o di un vortice locale nella corrente principale della acque sono dei tipi di alberi

## Comparsa
Le più grandi "marmitte dei giganti" si trovano, per propria natura, dove si trovano o si trovavano grandi ghiacciai. In Europa ciò avviene particolarmente in Scandinavia o nelle Alpi e nelle zone pedemontane di caduta. Molte di queste formazioni risalgono all'Era glaciale.
Nelle Alpi le marmitte dei giganti sono largamente diffuse, ad esempio se ne trovano nel Gletschergarten di Lucerna, in quello di Schneizlreuth, nel quale queste erosioni mostrano un diametro fino a un metro, oppure quelle nella zona di Weiler-Simmerberg, nell'Algovia, dove una molto ben riuscita "marmitta" fu scoperta nel 1911, durante i lavori per la costruzione di una strada.
Nelle Alpi Pennine, sono presenti marmitte dei giganti (localmente in lingua francese, marmites de géants) nel Gouffre des Busserailles (alta Valtournenche) e nel geosito archeologico di Bard, in Valle d'Aosta.
Anche nella Germania del nord si trovano "marmitte dei giganti" risalenti all'Era glaciale, ad esempio nel giardino di rocce di Gommern, nel land della Sassonia-Anhalt. Nelle cave di quarzite all'inizio del XIX secolo furono scoperte molte di queste "marmitte".
Nel centro di Bad Gastein in Austria sono visibili più "marmitte", fra cui una di forma ovale con diametri da  4,5 fino a 5,5 m e profondità da 5 a 6 m.
Nella finnica Hiidenkirnut, vicino ad Askola, la più grossa "marmitta" ha un diametro di quattro metri e una profondità di dieci.

## In altri continenti
Nel Québec si trovano numerosi e grossi fiumi e le "marmitte dei giganti" fanno parte del folklore popolare. Una delle più grandi della provincia, nel Canyon Sainte-Anne, ha un diametro di 22 m ed è oggetto di una leggenda narrata nella regione della Côte-de-Beaupré, vicino a Québec. Secondo questa leggenda, nelle sere di luna piena, i giganti verrebbero a cuocere la loro minestra nella marmitta del fiume Sainte-Anne. Tronchi di betulla sradicati dalla foresta che si trovano abbandonati ai bordi della marmitta, sarebbero stati usati per cuocere la zuppa e testimonierebbero il passaggio dei giganti. Secondo la leggenda, quando s'imboccano i sentieri lungo le falde della montagna, si sentirebbe il profumo della zuppa.
Questa "marmitta dei giganti" è una delle quattro meraviglie geologiche del Québec, secondo la rivista Québec Science.